# Susan Wojcicki
Susan Diane Wojcicki (Santa Clara, 5 de julio de 1968-Santa Clara, 9 de agosto de 2024) fue una ejecutiva de negocios estadounidense que fue parte de los primeros integrantes de Google y posteriormente directora ejecutiva de YouTube desde el 2014 al 2023. Su patrimonio neto se estimó en $765 millones en 2022.
Fue graduada con honores en Historia y Literatura en la Universidad de Harvard, además poseía una maestría en economía por la Universidad de California en Santa Cruz y un MBA de la UCLA. Era hermana de Anne Wojcicki, fundadora de 23andMe y exesposa de Sergei Brin.

## Biografía
Susan Diane Wojcicki era hija de Esther Wojcicki, educadora de ascendencia judía rusa y de Stanley Wojcicki, profesor polaco-estadounidense de física en la Universidad de Stanford. Era la primogénita de tres hermanas. A los 11 años creó su primer negocio, que consistía en vender especias puerta por puerta. Tras enfocarse en humanidades, tomo su primera clase de informática en el último año de instituto. Estudió Historia y Literatura en la Universidad de Harvard, entre 1986 y 1990. Luego ingresó a la Universidad de California, Santa Cruz, en donde obtuvo un máster en economía. Finalizó sus estudios entre 1996 y 1998, período en el que obtuvo un MBA en la Universidad de California, Los Ángeles. 
En 1998 le arrendó el garaje de su casa a dos estudiantes, Larry y Sergei, fundadores de Google. En 1999 se integró a Google como directora de Marketing y en 2014 como directora de YouTube.
Fue considerada una de las personas más ricas en Estados Unidos y en la lista de Forbes de las 100 mujeres del mundo más poderosas.
Contrajo matrimonio con Dennis Troper en 1998 en Belmont, California. Fue madre de cinco hijos. En febrero de 2024 su hijo Marco de 19 años murió en Berkeley.
El 9 de agosto de 2024 a los 56 años, falleció debido a un cáncer de pulmón, como lo confirmó su esposo Dennis Troper a través de Facebook.

## Ámbito profesional

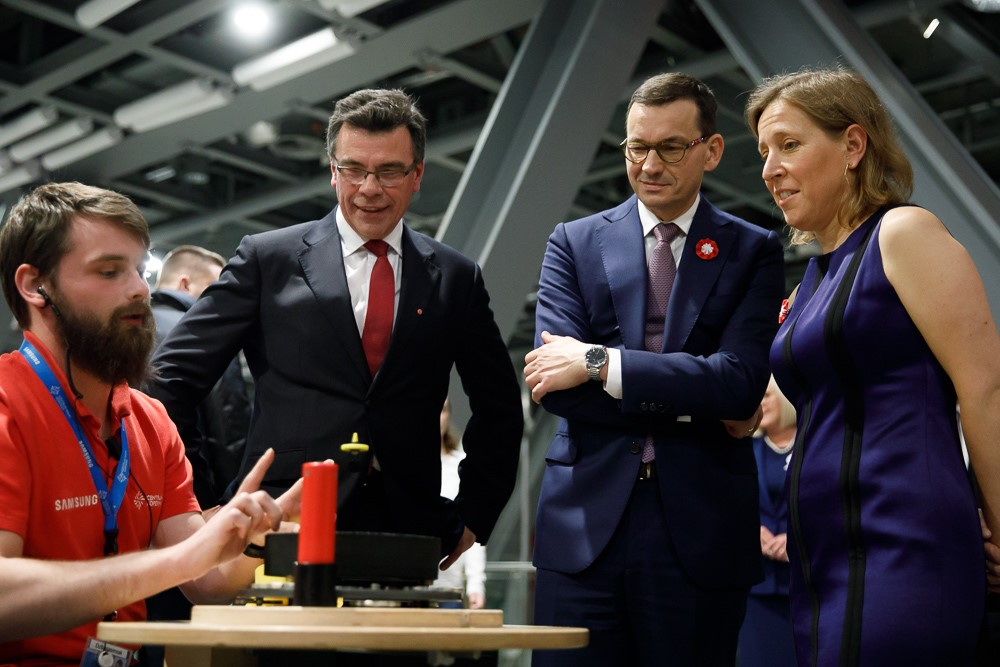
Susan Wojcicki junto al primer ministro de Polonia, Mateusz Morawiecki (2018).

Susan inició su carrera trabajando en marketing para Intel Corporation, como consultora de gestión en Bain & Company y varias empresas de nueva creación en puestos de diversa importancia. Posterior a la fundación de Google, Susan fue convencida por sus fundadores de integrarse al equipo de la entonces startup. Susan fue una de los primeros 16 integrantes de Google.
Fue responsable del diseño y la construcción de los productos de publicidad y analíticas de Google (AdSense, AdWords y Google Analytics), de la creación de Google Image Search, Google Videos y de los Google Doodles. Además trabajó en numerosos proyectos, dentro de los que se destacan el desarrollo inicial de Google Books y Google Images. Susan creció dentro de Google para convertirse en vicepresidenta senior de publicidad y comercio en 2011 y pasó a liderar los productos publicitarios y analíticos, incluidos AdWords, AdSense, DoubleClick y Google Analytics.
Susan participó activamente en la compra de YouTube, en ese entonces producto competidor de Google Videos. YouTube fue adquirida por $1.650 millones en 2006, y DoubleClick, por $3.100 millones en 2007.
En 2014 se convirtió en CEO de YouTube. Considerada una de las personas más importantes de la publicidad, supervisó el desarrollo y lanzamiento de nuevas aplicaciones y experiencias diseñadas para atender a los usuarios interesados en los juegos familiares, música, YouTube Premium, el servicio de televisión por internet over-the-top y YouTube TV.
Susan siempre ha luchado por el feminismo, ideología muy arraigada a ella. Debido a sus manejos, desde que fue CEO de YouTube, el porcentaje de mujeres contratadas subió del 24 al 30%.
Wojcicki enfatizó el contenido educativo como una prioridad para la compañía, y el 20 de julio de 2018 anunció la iniciativa YouTube Learning, que invierte en subvenciones y promociones para apoyar el contenido de creadores centrados en la educación (edutubers).
El 22 de octubre de 2018, Wojcicki criticó el artículo 13 de la Directiva de derechos de autor de la Unión Europea que le daría a YouTube la responsabilidad exclusiva de eliminar contenido con derechos de autor, y dijo que supondría una amenaza para la capacidad de los creadores de contenido para compartir su trabajo.
En febrero de 2023 anunció su dimisión como directora general de YouTube.

### Críticas y controversias
Durante su mandato, YouTube endureció su política sobre los vídeos que considera que pueden violar sus políticas sobre ideologías, temas de vacunas, estado profundo, sectas secretas, el discurso de odio y el extremismo violento. Las políticas más estrictas se produjeron después de que The Times mostrase que Youtube estaría poniendo anuncios en vídeos de terroristas, radicales del Ku Klux Klan y del Estado Islámico. Esto llevó a varios anunciantes grandes a retirar sus anuncios de YouTube en respuesta. Las políticas de aplicación han sido criticadas como censura. Algunos usuarios[¿quién?] de YouTube argumentan que el sistema de desmonetización es demasiado estricto, lo que provoca la desmonetización de cualquier contenido "vanguardista" y, en algunos casos, incluso hace que se elimine el canal de creadores.[cita requerida]
Durante la controversia en torno al video de Logan Paul en YouTube sobre una persona que se suicidó, Wojcicki dijo que Paul no violó la política de tres faltas de YouTube y no cumplió con los criterios para ser expulsado de la plataforma.